# Agrostis plebeia
Agrostis plebeia är en gräsart som beskrevs av Robert Brown. Agrostis plebeia ingår i släktet ven, och familjen gräs. Inga underarter finns listade i Catalogue of Life.